# Salt City Soccer Club
O Ogden City SC é um clube americano de futebol que compete na USL League Two.

## História
O time é dirigido pela Utah Youth Soccer Association, uma organização estadual de futebol juvenil. Sua primeira temporada na USL2 foi em 2018, quando a equipe terminou em quinto da Divisão das Montanhas, e acabou não se classificando para os playoffs. No ano seguinte o clube melhora a campanha, terminando em segundo da divisão, porém novamente não se classifica para os playoffs.